# جيسي بي. جاكسون
جيسي بي. جاكسون (بالإنجليزية: Jesse B. Jackson)‏ هو دبلوماسي أمريكي، ولد في 19 نوفمبر 1871 في بولدينغ في الولايات المتحدة، وتوفي في 4 ديسمبر 1947 في كولومبوس في الولايات المتحدة.